# كيلي تريبوكا
كيلي تريبوكا (بالإنجليزية: Kelly Tripucka)‏ مواليد 16 فبراير 1959 في نيوجيرسي، هو لاعب كرة سلة أمريكي سابق بدأ مسيرته الاحترافية في سنة 1981. تم اختياره من قبل فريق ديترويت بيستونز خلال الدرافت. يبلغ طوله 6 قدم 6 بوصة (2.0 م). اعتزل اللعب في 1992. شارك مرتين في مباراة كل النجوم. أحرز خلال مسيرته في الإن بي إيه 12142 نقطة بمعدل 17.2 نقطة في المباراة الواحدة.

## المسيرة الاحترافية
لعب مع ديترويت بيستونز من سنة 1981 إلى 1986، ثم لعب مع يوتا جاز من سنة 1986 إلى 1988، ثم لعب مع شارلوت هورنتس من سنة 1988 إلى 1991، ثم لعب مع ليموج سي إس بي في الدوري الفرنسي في موسم 1991–1992.

## روابط خارجية
- كيلي تريبوكا على موقع إن بي أي (الإنجليزية)
- كيلي تريبوكا على موقع سبورتس رفرنس (الإنجليزية)
- كيلي تريبوكا على موقع كلية كرة السلة في سبورتس رفرنس.كوم (الإنجليزية)
- كيلي تريبوكا على موقع ريلجم (الإنجليزية)
- كيلي تريبوكا على موقع بروبوليرز (الإنجليزية)